# Trophée Pantalica
Le Trophée Pantalica (en italie : Trofeo Pantalica) est une course cycliste italienne disputée en Sicile. Créé en 1975, il n'a plus été disputé depuis 2003. Il était organisé par RCS Sport, qui organise entre autres le Tour d'Italie. Giuseppe Saronni y détient le record de victoires avec cinq succès.

## Palmarès

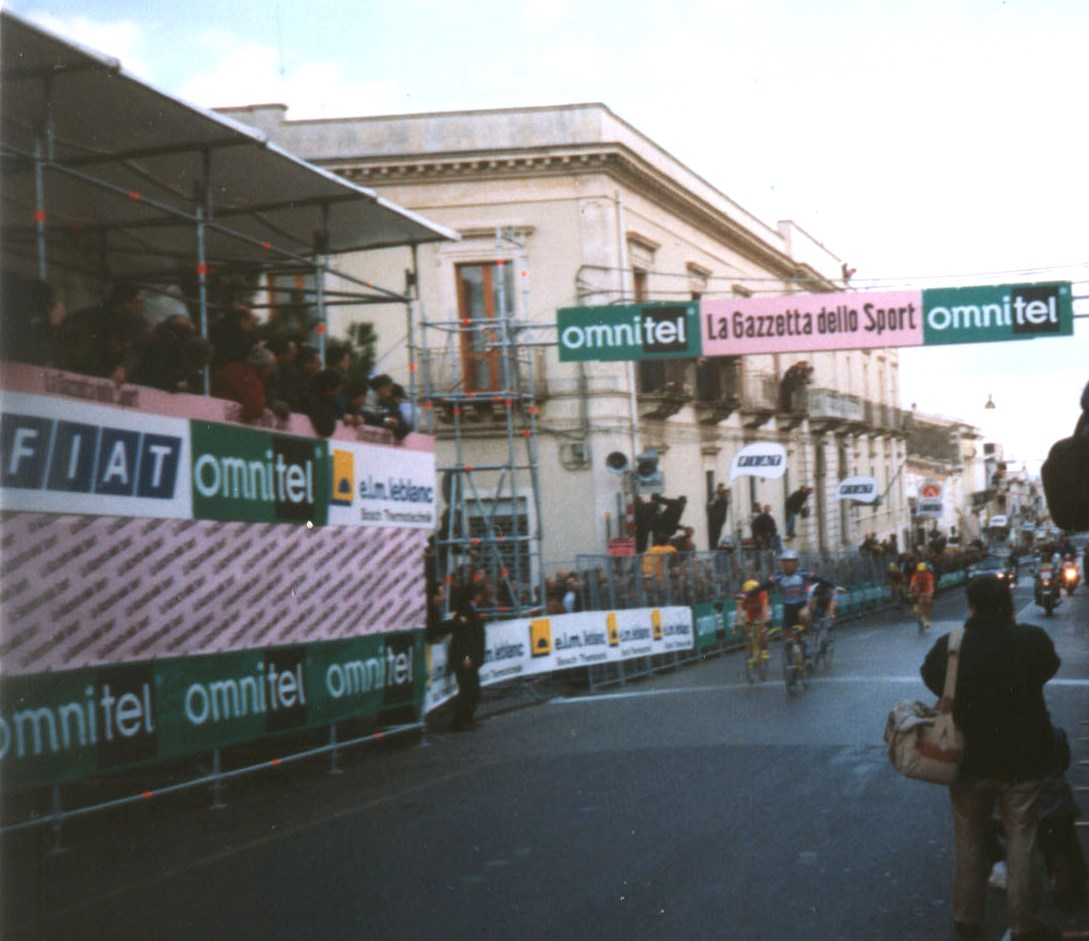
Arrivée du Trophée Pantalica en 1999

| Année | Vainqueur                      | Deuxième              | Troisième                |
| ----- | ------------------------------ | --------------------- | ------------------------ |
| 1975  | Roger De Vlaeminck             | Francesco Moser       | Constantino Conti        |
| 1976  | Francesco Moser                | Roger De Vlaeminck    | Pierino Gavazzi          |
| 1977  | Giuseppe Saronni               | Enrico Paolini        | Wilmo Francioni          |
| 1978  | Giuseppe Saronni               | Wladimiro Panizza     | Knut Knudsen             |
| 1979  | Giovanni Battaglin             | Palmiro Masciarelli   | Gianbattista Baronchelli |
| 1980  | Giuseppe Saronni               | Francesco Moser       | Knut Knudsen             |
| 1981  | Tommy Prim                     | Wladimiro Panizza     | Silvano Contini          |
| 1982  | Giuseppe Saronni               | Pierino Gavazzi       | Mario Beccia             |
| 1983  | Francesco Moser                | Alfredo Chinetti      | Giovanni Mantovani       |
| 1984  | Pierino Gavazzi                | Rudy Pevenage         | Davide Cassani           |
| 1985  | Giuseppe Saronni               | Guido Van Calster     | Johan van der Velde      |
| 1986  | Francesco Cesarini             | Acácio da Silva       | Francesco Moser          |
| 1987  | Daniele Caroli                 | Franco Chioccioli     | Silvano Contini          |
| 1988  | Steve Bauer                    | Rodolfo Massi         | Camillo Passera          |
| 1989  | Rolf Sørensen                  | Teun van Vliet        | Enrico Galleschi         |
| 1990  | Adriano Baffi                  | Jos Lieckens          | Assiat Saitov            |
| 1991  | Scott Sunderland               | Giorgio Furlan        | Luc Leblanc              |
| 1992  | Dimitri Zhdanov                | Stefano Colagè        | Christophe Manin         |
| 1993  | non disputé                    | non disputé           | non disputé              |
| 1994  | Giorgio Furlan                 | Zbigniew Spruch       | Gianni Bugno             |
| 1995  | Stefano Colagè                 | Adriano Baffi         | Paolo Fornaciari         |
| 1996  | Fabiano Fontanelli             | Alexander Gontchenkov | Davide Rebellin          |
| 1997  | Michele Coppolillo             | Gabriele Colombo      | Simone Borgheresi        |
| 1998  | Stefano Colagè                 | Massimo Donati        | Andrea Peron             |
| 1999  | Andrea Ferrigato               | Davide Rebellin       | Giuliano Figueras        |
| 2000  | Danilo Di Luca                 | Mirko Celestino       | Davide Rebellin          |
| 2001  | Roberto Petito                 | Sergio Barbero        | Sergueï Ivanov           |
| 2002  | Fabio Baldato                  | Massimiliano Gentili  | Giuliano Figueras        |
| 2003  | Miguel Ángel Martín Perdiguero | Enrico Cassani        | Giuliano Figueras        |